# Пол Нгай
Вэй Пин-ао (29 ноября 1929, Нанкин — 3 декабря 1989, Гонконг), также известный как Пол Вэй, — китайский актёр из Гонконга, который начал свою карьеру в студии Shaw Brothers . Наиболее известен по роли хитрых переводчиков в фильмах Брюса Ли 1972 года «Кулак ярости» и «Путь дракона», в которых он дублировал свой собственный голос, а также появлялся в таких фильмах, как «Глухонемая героиня» (1971), «Хапкидо» (1972). и Кулаки Брюса Ли (1978). В последние годы жизни страдал желтухой. Умер 3 декабря 1989 года в британском Гонконге. 